# Zheng Ji
Zheng Ji (chiń. 郑集; ur. 6 maja 1900, zm. 29 lipca 2010) – chiński biochemik i dietetyk.
W chwili śmierci Zheng Ji był najstarszym profesorem na świecie. Zmarł w wieku 110 lat i 84 dni.